# Amicus Plato, sed magis amica veritas
Amicus Plato, sed magis amica veritas лат. (изговор:амикус плато, сед магис амика веритас). Драг ми је Платон, али ми је дража истина.)

## Поријекло изреке
Ове ријечи изрекао је Платонов ученик Аристотел у своме дјелу „Етика“ . 

## Тумачење
Изрека обично упућује на непристрасност и самосталност мишљења.